# Microrregión de Paranaíba
La microrregión de Paranaíba es una de las microrregiones del estado brasileño de Mato Grosso del Sur perteneciente a mesorregión del Este de Mato Grosso del Sur. Su población, según el Censo IBGE en 2010, es de 76.442 habitantes y está dividida en 4 municipios. Posee un área total de 17.187,822 km².

## Municipios
- Aparecida del Taboado;
- Inocência;
- Paranaíba;
- Selvíria.

- Datos: Q1851449
- Multimedia: Paranaíba / Q1851449